# Odkaz (dědické právo)
Odkaz (lat. legatum, něm. Vermächtnis) je institut dědického práva, spočívající v jednostranném právním jednání pro případ smrti, kterým zůstavitel dává na úkor pozůstalosti určitou majetkovou výhodu někomu, kdo není jeho dědicem. Dědic odkazem obtížený se nazývá onerát a ten, v jehož prospěch je odkaz zřízen, je odkazovník, legatář nebo také poctěný, honorát.

## Historické právní úpravy odkazu

### Římské právo
V římském právu bylo možné odkaz zřídit už podle zákona XII. desek, ale jen testamentem a navíc pouze předem určenými formulemi. Tím se původně lišil od fideikomisu, který měl podobný význam, ale jeho ustavení se dělo zcela neformálně, nejčastěji formou prostého dopisu (z tohoto způsobu pořízení pro případ smrti se pak vyvinul dovětek k testamentu, neboli kodicil). Podle předepsaných rozkazovacích formulí se odkazy dělily ve čtyři druhy:
- legatum per vindicationem (vindikační legát) – legatář získával k předmětu odkazu přímo kviritské vlastnictví; nevýhodou však bylo, že bylo možné odkázat pouze věci, které zůstavitel měl právě v tomto druhu vlastnictví
- legatum per damnationem (damnační legát) – odkazovník získával pouze obligační nárok na vydání předmětu odkazu; výhodou na rozdíl od vindikačního legátu nicméně bylo, že bylo možné odkázat cokoli, i věci, které teprve vzniknou, věci nehmotné nebo pohledávky, stejně tak bylo možné odpustit dluh
- legatum sinendi modo – podobný damnačnímu odkazu, ale dědic nemusel jeho předmět sám odevzdat, mohl jeho převzetí odkazovníkem pouze strpět
- legatum per praeceptionem – velmi podobný vindikačnímu legátu, Prokuliány posuzován jen jako jeho zvláštní forma

Nemuselo jít přitom jen o konkrétně určenou věc, odkaz mohl být i alternativní, legatář pak mohl volit mezi několika věcmi, případně určenými pouze druhově. Odkázat celé dědictví bylo možné jen ve formě tzv. univerzálního fideikomisu. Nebezpečí, že odkazy dědictví příliš zatíží, případně zcela vyčerpají, bylo postupně snižováno (lex Furia z 2. stol. př. Kr., lex Voconia z roku 169 př. Kr.), až roku 40 př. Kr. byl přijat Falcidiův zákon, který stanovil, že testamentárním dědicům musela zůstat alespoň čistá čtvrtina dědictví, tzv. falcidiánská kvarta. Odkazy, které by tuto čtvrtinu přesahovaly, byly v této míře neplatné.
Pro nabytí předmětu odkazu byla nutná nejen smrt zůstavitele (dies cedens, doba vzniku práva na budoucí odkaz), ale také skutečné nabytí dědictví testamentárními dědici (dies veniens, doba vzniku práva na už existující odkaz). Odkaz bylo možné změnit (translatio legati), stejně tak odvolat (ademptio legati), a to pak stejnou formou, jakou byl zřízen, pouze vyslovenou v negativním znění. Kromě své formálnosti byly odkazy omezeny také tím, že onerátem mohl být jen dědic ustanovený testamentem (testamentární dědic) a honorátem mohl být pouze ten, kdo měl způsobilost tímto dědicem být. Tyto osoby také mohly splývat v jedné, jestliže bylo více spoludědiců, pak mohlo jít o tzv. prealegat, kdy byli obtíženi všichni dědicové (v poměru svých dědických podílů), tedy i odkazovník ve svůj prospěch.
Přísná formálnost odkazů vedla k tomu, že jejich druhy byly navzájem kombinovány a následně SC Neronianum stanovilo, že pokud by odkaz přímo neodpovídal některému druhu, měl být považován za legát damnační. Další vývoj navíc směřoval k postupnému sbližování s fideikomisy, které se počátkem principátu staly právně vynutitelnými. Sjednocení obou odkazovacích možností pak bylo realizováno justinánskou kodifikací římského práva.

### Všeobecný zákoník občanský (ABGB)
Všeobecný zákoník občanský z roku 1811 odkazy nepojímal jako institut dědického práva, ale jako zvláštní druh obligace. Upraveny byly v ustanoveních § 647–694 a šlo v zásadě o klasický damnační legát. Nebylo již možno odkázat celé či poměrnou část dědictví jako u univerzálního fideikomisu, ale pouze konkrétní věc, případně opět umožnit volbu mezi několika věcmi. Naopak bylo možné odkazy zatížit celé dědictví a kromě toho bylo umožněno zřídit odkaz ve prospěch neurčité skupiny osob, např. chudých či služebných.

### Občanské zákoníky 2. poloviny 20. století
Občanský zákoník z roku 1950 upravoval odkaz v § 537. Pojetí dědického práva v tomto zákoníku do značné míry setřelo rozdíl mezi dědictvím a odkazem, neboť bylo umožněno, aby dědictvím byla i jednotlivá věc nebo právo (§ 511).
Občanský zákoník z roku 1964 již institut odkazu vůbec neupravoval.

## Odkaz dle občanského zákoníku
Občanský zákoník upravuje odkaz v §§ 1477, 1478 a 1594 až 1632.
Dle § 1477 odst. 1 je odkaz právním institutem, kterým se odkazovníku zřizuje pohledávka na vydání určité věci (či věci určitého druhu) nebo na zřízení určitého práva. Odkazy připadají k tíži všem dědicům podle poměru jejich podílů. Každému dědici však musí zůstat alespoň čtvrtina dědictví nezatížená odkazy.

### Zřízení odkazu
Zůstavitel může odkaz zřídit následujícími způsoby:
1. v pořízení pro případ smrti nařídí určité osobě, aby odkazovníku vydala předmět odkazu;
2. povolá dědice, u kterého určí, že nemá určitou věc dědit, čímž vznikne odkaz zákonným dědicům a
3. učiní dar závislý na podmínce, že ho obdarovaný přežije a nevzdá se práva dar odvolat.

Dle § 1595 může odkaz zřídit každý, kdo je způsobilý pořizovat závěti. Pokud zůstavitel není způsobilý pořizovat závěti, může ze svého majetku odkázat jinému jen předměty malé hodnoty.

### Nabytí odkazu
Odkazovník nabývá právo na odkaz pro sebe a pro své nástupce okamžikem smrti zůstavitele (pokud zůstavitel nestanovil jinak). Způsob nabytí odkázané věci je stejný jako u nabytí vlastnického práva.
Pokud zůstavitel neurčí jinak, jsou okamžitě splatné odkazy jednotlivých věcí, práv k jednotlivým věcem, menších odměn pro zaměstnance a odkazy veřejně prospěšné, dobročinné či podobné. Jiné odkazy jsou splatné až rok po smrti zůstavitele.

### Odmítnutí odkazu
Odkazovník může nabytí odkazu odmítnout stejným způsobem, jakým se odmítá dědictví. V takovém případě se na něho hledí, jako by právo na odkaz vůbec nenabyl.

### Význam odkazu
Dle důvodové zprávy k občanskému zákoníku spočívá výhoda odkazu v tom, že odkazovník na rozdíl od dědice není zatížen povinností přispět na úhradu zůstavitelových dluhů. Odkaz je proto možné využít například při poskytnutí věcí zůstavitelem k dobročinným účelům, aniž by charitativní organizace podstupovala riziko předluženého dědictví nebo musela čekat na výsledek dědického řízení.